# Протеородопсин
Протеородопсин — фотоактивный ретиналь-содержащий белок, обнаруженный у морских планктонных бактерий, архей и динофлагеллят. Как и его гомолог — бактериородопсин, открытый у архей, это трансмембранный белок, ковалентно связанный с ретиналем. Он действует как светозависимый протонный насос. Некоторые члены этого семейства (более 800 белков), как полагают, выполняют сенсорные функции. Представители этого семейства различаются по спектрам поглощения.

## История
Протеородопсин был обнаружен в 2000 году. Его нашли в геномах нескольких видов не культивируемых морских γ-протеобактерий, обитающих в восточной части Тихого океана, центральной северной части Тихого океана и в Южном океане у берегов Антарктиды. Впоследствии гены различных протеродопсинов были выявлены в пробах от Средиземного и Красного моря вплоть до Саргассова и Японского морей. Различные варианты протеородопсина распределены не случайным образом, а имеют разные распределения максимума поглощения в зависимости от глубины и расположения в той или иной локации. В 2011 году протеородопсин был обнаружен у морской динофлагелляты Oxyrrhis marina, в которой он экспрессируется в больших количествах и располагался в обособленных цитоплазматических органеллах, связанных с эндоплазматическим ретикулумом.

## Активный сайт
Если сравнивать с его более известных архейным гомологом бактериородопсином, то большинство остатков активного центра, имеющих значение для работы бактериородопсина, присутствуют и у протеородопсина. Гомологи остатков активного центра аргинин-82, аспарагин-85 (первичный акцептор протона), аспарагин-212 и лизин-216 (сайт связывания ретиналя с образованием основания Шиффа) бактериородопсина соответствуют аргинину-94, аспарагину-97, аспарагину-227 и лизину-231 протеородопсина. Однако в протеородопсине нет остатков карбоновой кислоты непосредственно гомологичных глутамату-194 или глутамату-204 бактериородопсина, которые, как считается, участвуют в высвобождении протона на внеклеточной поверхности.

## Функция
Протеродопсин распространён во всех океанах Земли и действует как работающий от энергии света протонный насос по механизму, аналогичному таковому у бактериородопсина. Как и у бактериородопсина, ретиналь протеородопсина ковалентно связан с апопротеином через протонированное основание Шиффа на лизине-231. В не облучённом светом белке хромофор находится преимущественно в транс-конфигурации
и изменяет её на 13-цис при освещении светом. На основании инфракрасной спектроскопии с преобразованием Фурье и УФ-спектроскопии было предложено несколько моделей полного цикла работы протеородопсина; они напоминают аналогичные схемы работы бактериородопсина.

## Генная инженерия
Если ген протеородопсина вставить в кишечную палочку и добавить в среду ретиналь, то они будут включать этот пигмента в свои клеточной мембраны и перекачивать протоны под воздействием света. Также было продемонстрировано, что протонный градиент, создаваемый протеородопсином может быть использован для синтеза АТФ.